# جامعة محمد بن علي السنوسي
جامعة السيد محمد بن علي السنوسي أو جامعة البيضاء الإسلامية ثاني جامعة أسست في ليبيا والأولى لجهة تخصصها في التدريس النظامي للعلوم الإسلامية، تم انشائها في مدينة البيضاء، بدأت كزاوية دينية في عام 1841 ومن ثم عادت بعد استقلال ليبيا وعودة المؤسسات الوطنية إلى العمل بكامل قوتها لتعليم القرآن الكريم مستعينة بعلماء وقرّاء من الأزهر الشريف، تطورت لتكون معهدا دينيا متوسطا لتعليم الفقه والقراءات عام 1955م وسمى باسم «معهد البعوث»، ومن ثم إلى جامعة محمد بن علي السنوسي عام 1960م أو مايعرف بالجامعة الإسلامية الليبية، تستقبل الطلاب من جميع أنحاء ليبيا ومختلف أنحاء العالم بقسمها الداخلي الذي يتسع لمئات الطلاب وقد أثّر إلغاؤها في سير التعليم الديني، مما سبّب خلوا ونقصاً في الوعاظ والخطباء المتمرسين، الأمر الذي جعل ساحة العمل الدعوي شبه خالية وهو ماجعل الفرصة مفتوحة أمام الأفكار الدينية المتطرفة للدخول إلى ليبيا أول مرة مع نهاية سبعينيات القرن الماضي.

## تاريخ الجامعة
تم وضع حجر تأسيس الجامعة في فبراير من عام 1957 وكان ذلك بمناسبة زيارة الملك سعود بن عبد العزيز لليبيا. تغير مسار التعليم في جامعة بن علي السنوسي بعد منتصف سبيعينات القرن الماضي من تخصصها في العلوم الإسلامية إلى جامعة تدرّس العلوم التطبيقية والإنسانية وتغير اسمها إلى الجامعة الإسلامية بعد ضمها إلى الجامعة الليبية وبعد استقلالها مرة أخرى تمت ما تعرف عليه اليوم باسم جامعة عمر المختار وذلك لأن الجامعة بوضعها الأول مرتبطة ارتباطاً وثيقاً بنظام المملكة الذي كان يحكم ليبيا قبل عام 1969، تم ضمها إلى جامعة قاريونس ثم عادت واستقلت مجدداً تحت اسم جامعة عمر المختار.
اقيم يوم الثلاثاء 4 أكتوبر عام 2011 خلال ثورة 17 فبراير اجتماع تشاوري حول بناء مركب جامعي متكامل جنوب غرب البيضاء تمهيدا لإعادة جامعة محمد بن علي السنوسي الإسلامية التي كانت منارة من منارات العلم والحضارة في ليبيا، قبل أن تزحف عليها قوات اللجان الثورية بأوامر القذافي وإحراق كل الكتب التي كانت تمتلئ بها المكتبة. يذكر أن المستشار مصطفي عبد الجليل رئيس المجلس الوطني الانتقالي كان قد اطلع علي مذكرة لإعادة بناء الجامعة، وكانت إدارة الأوقاف بالبيضاء قد أبدت استعدادها منح مساحة واسعة بعد تنسيقها وتقديم الطلب في ذلك إلى الوزارة تنفيذا لمثل هذه الأعمال.ومن ثم تم تفعيل جامعة محمد بن علي السنوسي الموافق 16 فبراير 2012

## الكليات
- كلية القران وعلومه.
- كلية الحديث.
- كلية أصول الدين.
- كلية اللغة العربية.
- كلية الاقتصاد والعلوم الأدارية .
- كليه الشريعه الاسلامية و القانون
- كلية دراسة الحضارات.

## شخصيات ذات علاقة
- منصور المحجوب (أوّل شيخ «عميد» للجامعة)[9][10]
- عبد السلام البزنطي
- حسين لحلافي
- الصادق الغرياني
- محمد المختار محمد المهدي
- مصطفي التريكي
- وهبة الزحيلي
- أكرم زهيري
- محمد الصفراني
- الزناتى إمحمد الزناتي
- الدوكالي محمد مختار العالم

## مقالات ذات صلة
- الجامعة الأسمرية للعلوم الإسلامية
- مدرسة عثمان باشا